# سیارک ۵۵۵۷۶
سیارک ۵۵۵۷۶ (به انگلیسی: 55576 Amycus، نامگذاری:2002GB10) پنجاه و پنج هزار و پانصد و هفتاد و ششمین سیارک کشف شده‌است که در ۸ آوریل ۲۰۰۲ کشف شد.